# Teratohyla spinosa
Espèce
Synonymes
- Centrolenella spinosa Taylor, 1949
- Cochranella spinosa (Taylor, 1949)

Statut de conservation UICN

 LC  : Préoccupation mineure
Teratohyla spinosa est une espèce d'amphibiens de la famille des Centrolenidae.

## Répartition
Cette espèce se rencontre du niveau de la mer à 800 m d'altitude
- au Honduras ;
- au Nicaragua ;
- au Costa Rica ;
- au Panamá ;
- en Colombie sur la côte pacifique ;
- dans le nord-ouest de l'Équateur.

## Description

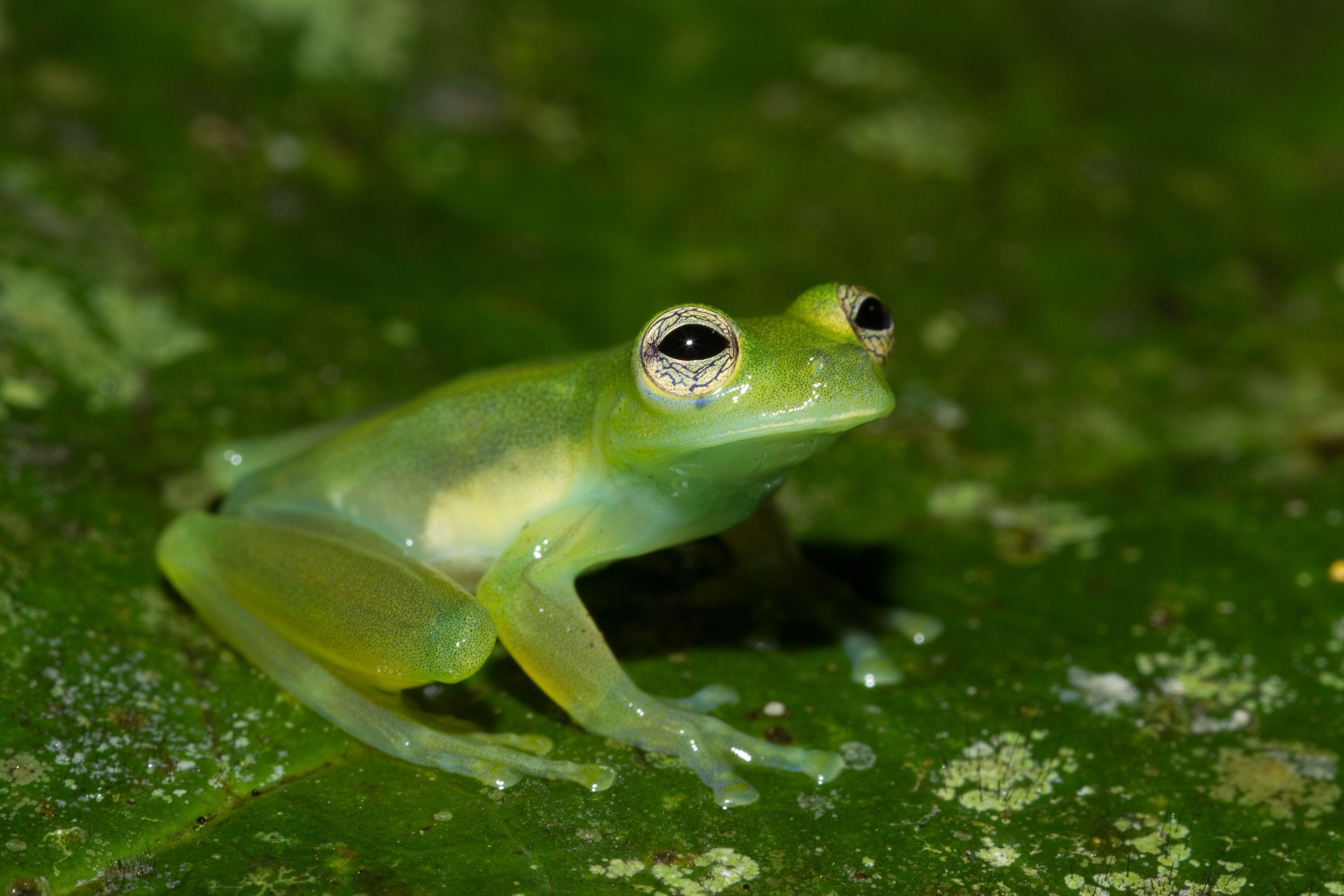
Teratohyla spinosa

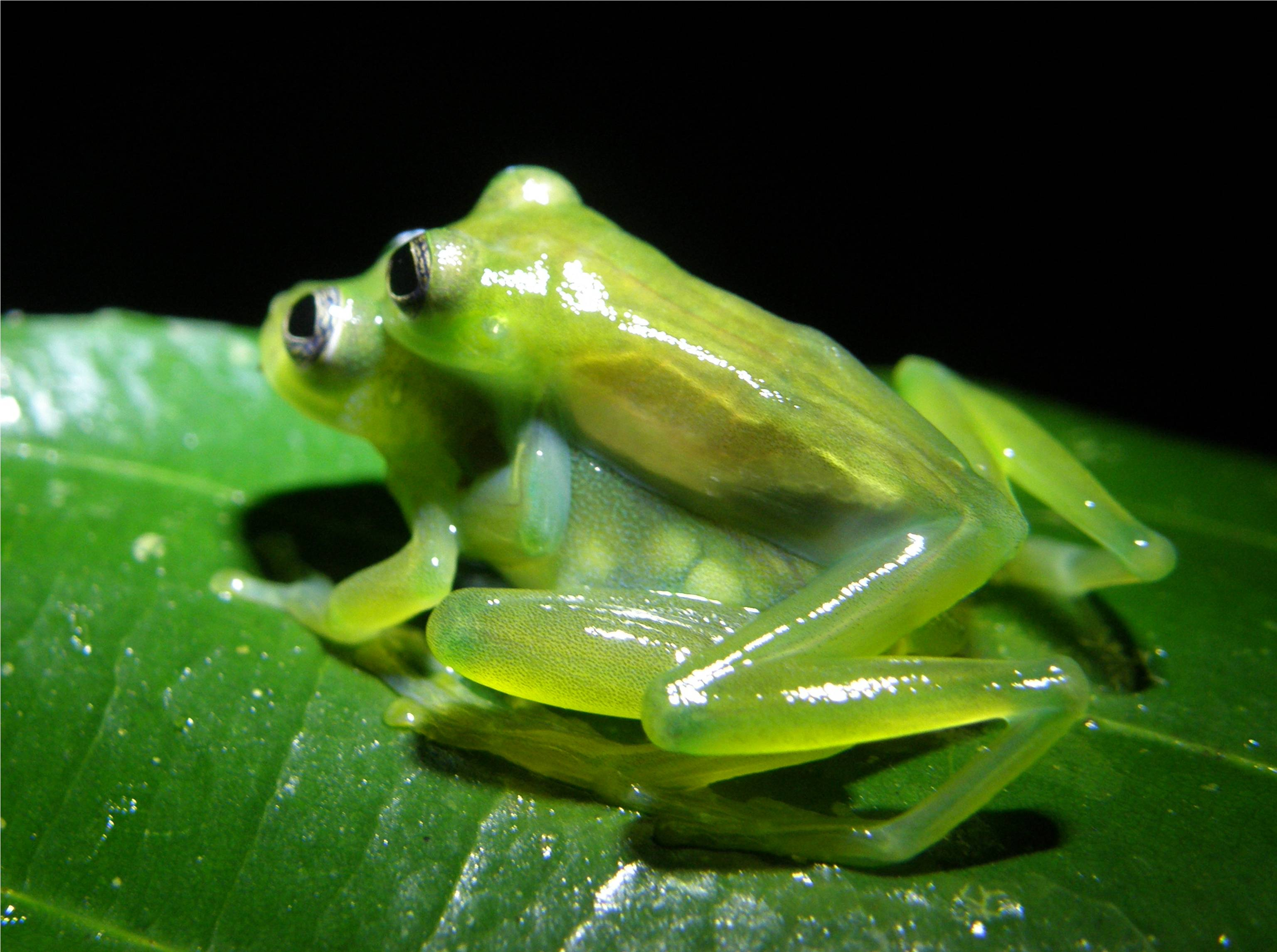
Teratohyla spinosa

Les mâles mesurent de 17,8 à 20 mm et les femelles de 20 à 23 mm.

## Publication originale
- Taylor, 1949 : Costa Rican frogs of the genera Centrolene and Centrolenella. University of Kansas Science Bulletin, vol. 33, no 4, p. 257-270 (texte intégral).